# III. Lothár német-római császár
III. Lothár vagy Szász Lothár (németül: Lothar von Supplinburg), (1075 júniusa – 1137. december 4.) szász uralkodó herceg 1106-tól, német király 1125-től, német-római császár 1133. június 4-étől haláláig. Mint ilyen, ő az első Supplingburg-házból származó uralkodó. (Szokás még II. Lothárnak is hívni, mert II. Lotaringiai Lothárt nem mindig veszik figyelembe a számozás során.)

## Élete

### Korai évei
Édesapja Süpplingenburg grófja, édesanyja a formbachi gróf, Frigyes leánya, Hedvig. 1100-ban vette feleségül a northeimi gróf, Henrik leányát, Richenzát. A felnőttkort egy leányuk, Gertrúd (sz. 1115. április 18.) éri meg.

### Trónralépte
V. Henrik halálakor 3 jelölt is akadt a német koronára II. Frigyes sváb herceg, III. Lipót osztrák őrgróf és Lothár szász herceg személyében. I. Adalbert mainzi érsek támogatásának köszönhetően végül is Lothár nyerte el a trónt, ám a helyzet megváltozására jellemző, hogy ő volt az első a német uralkodók közül, akinek megválasztásához a pápa is beleegyezését adta. 1125. augusztus 30-án választották királlyá, és szeptember 13-án koronázták meg.

### Csehországi hadjárat
Trónra léptét követően a trónkövetelő II. Ottó morva-olmützi herceg támogatására 1126-ban hadjáratot vezetett Csehországba. Ez a kulmi vereség és Ottó halála után megegyezéssel végződött: I. Szobeszláv cseh fejedelem elfogadta a német hűbért.

### Stauf–Welf viszály
Miután a sváb II. Frigyes öccsét, Konrádot az ellenpárt 1127-ben királlyá választotta, Lothár a Staufok ellen fordult.
Még ugyancsak 1127-ben vejének, a Welf X. (Büszke) Henrik bajor hercegnek adományozta Szászországot, amivel Lothár birodalmi jelentőségűvé emelte a lényegében a Száliaktól örökül hagyott, még jó egy évszázadig elhúzódó Stauf-Welf viszályt.
Amikor az addig ez utóbbiak iránt hű Speyer és Nürnberg városa 1130-ban megadta magát neki, komoly reménye nyílt a győzelemre.

### Első itáliai hadjárat
Ám még ez évben, 1130-ban meghalt II. Honorius pápa: ismét kettős pápaválasztásra került sor, ami további bonyodalmakat idézett elő. Lothár II. Ince és II. Anaklét pápák harcában az előbbi mellé állt, aki 1132–1133-as első itáliai hadjárata alkalmával Rómában császárrá is koronázta: 1133. június 4-én. Incével a mathildi birtokokról is megegyezés született: ennek értelmében azok éves díj fejében a császár, illetve veje hűbérében maradtak. A pápa 1133-ban bullát adott ki a lengyel püspökségeknek a magdeburgi alá rendeléséről, amivel súlyos csapást mért az ország önállóságára. A bulla visszavonásáért cserébe III. Boleszláv lengyel fejedelem 1135-ben kénytelen volt elismerni a császár fennhatóságát.

### Németországi rendezés
Itáliából visszatérőben Lothár ismét a Staufok ellen fordult. Henrikkel összefogva elfoglalta a Sváb Hercegséget, mire 1135-ben Frigyes, majd fivére, Konrád is meghódolt előtte.

### Svéd hűbéresség
Közben 1134-ben, I. Magnus svéd király (Niels dán király fia) elfogadta a birodalmi hűbérességet.

### Északi kolonizáció
Lothár nevéhez fűződik – már szász hercegként is – az újra lendületet kapó kolonizáció Holsteinen és az Elbán túli területeken.

### Második itáliai hadjárat
Lothár Itáliából való elvonulását követően Incének távoznia kellett Rómából Anaklét, illetve szövetségese, II. Roger szicíliai király elől – aki épp az utóbbitól kapta támogatását cserébe a királyi címet 1130-ban. A császár a normannok ellen 1135-ben azok kibékíthetetlen ellenfelével, Bizánccal lépett szövetségre. Ám amikor 1136-ban Lothár újabb hadjáratot indított az Alpokon túlra, II. Jóannész bizánci császár nem küldhetett segítséget: lefoglalták a szeldzsukok, illetve a szentföldi keresztes államok elleni harcok. A hadjárat ennek ellenére sikeresen alakult. Lothár egészen Bariig eljutott, de innen serege elégedetlenkedése miatt – nem voltak hajlandók átkelni Szicíliába – vissza kellett fordulnia.

### Halála
Itáliából hazafelé jövet a császár megbetegedett, és egy kis tiroli faluban érte a halál. Utódjául vejét, Henriket jelölte ki, de mivel ő már szász és bajor hercegként, valamint toscanai őrgrófként így is épp elég nagy hatalom birtokosa volt, a fejedelmek nem voltak hajlandóak megválasztani.

## Emlékezete
A Libri feudoroum elnevezésű joggyűjtemény, ami a XI–XII. században keletkezett, tartalmazta III. Lothár 1136-ban kiadott törvényét is, így azt a hűbérjog részeként a római joggal és a kánonjoggal együtt glosszálták és tanították a középkori egyetemeken, és subsidiarius jelleggel a XIX. századig alkalmazták is.
A XVII. századig élt az ún. Lothár-legenda, miszerint Amalfi város lakói 1135-ben Justinianus törvénykönyveinek egy náluk őrzött példányát III. Lothárnak ajándékozták, aki az átvétellel mintegy a Német-római Birodalomban érvényesnek ismerte el az ókori római jogot.
Ezt a legendát Hermann Conring cáfolta meg De origine iuris Germanici című művében 1643-ban.

## Gyermeke
Lothár 1100 körül vette feleségül Northeimi Richezát (1087/1089 – 1141. június 10.), akitől egy leánya született:
- Getrúd (1115. április 8. – 1143. április 18.), aki X. Henrik bajor herceghez ment nőül.

## Német nyelvűirodalom
- Gerd Althoff: Lothar III. (1125–1137). In: Bernd Schneidmüller/ Stefan Weinfurter (Hrsg.), Die deutschen Herrscher des Mittelalters. Historische Portraits von Heinrich I. bis Maximilian I. (919–1519), München 2003, S. 201–216, ISBN 3-406-50958-4.
- Wilhelm Bernhardi: Lothar von Supplinburg. (Jahrbücher der deutschen Geschichte), Duncker & Humblot, 2. unveränderte Auflage Berlin 1975, Neudruck von 1879, ISBN 3-428-03384-1.
- Alfred Haverkamp: Zwölftes Jahrhundert. 1125–1198, = Gebhardt Handbuch der deutschen Geschichte, Bd. 5, 10. Auflage Stuttgart 2003.
- Oliver Hermann: Lothar III. und sein Wirkungsbereich. Räumliche Bezüge königlichen Handelns im hochmittelalterlichen Reich (1125–1137) Bochum 2000, ISBN 3-930083-57-4.
- Wolfgang Petke: Lothar von Süpplingenburg (1125–1137), in: Helmut Beumann (Hrsg.), Kaisergestalten des Mittelalters, 3. durchges. Aufl. München 1991, ISBN 3-406-30279-3.
- Karl R. Schnith (Hrsg.): Mittelalterliche Herrscher in Lebensbildern. Von den Karolingern zu den Staufern, Graz 1990, ISBN 3-222-11973-2.
- Thomas Gädeke u. Martin Gosebruch: Königslutter – Die Abtei Kaiser Lothars, 3. durchges. Aufl. Königstein i. Ts. 1998, ISBN 3-7845-4822-9
- Wolfgang Petke: Kaiser Lothar von Süpplingenburg (1125–1137) in neuer Sicht, in: Konrad von Wettin und seine Zeit. Protokoll der Wissenschaftlichen Konferenz anlässlich des 900. Geburtstags Konrads von Wettin im Burggymnasium Wettin am 18./ 19. Juli 1998. Herausgegeben vom Landesheimatbund Sachsen- Anhalt e. V. Halle, Halle an der Saale 1999, S. 113–128.